# ダヴィッド・ナクルトマン
ダヴィッド・ナクルトマン （英：David Nekrutman、ヘブライ語: דוד נקרוטמן‎、1973年11月28日 -）はユダヤ教正統派でアメリカ系イスラエル人のライター、ディレクター、コラムニスト、神学者、演説家、親イスラエル活動家。彼はユダヤ教とキリスト教の関係における先駆者であり、この分野で有名な人物である。『ユダヤ教とキリスト教の理解と協力のためのセンター』 (CJCUC) のエグゼクティブ・ディレクターであり、『賞賛の日』の共同創設者であり、『Blessing Bethlehem（直訳：ベツレヘムへの祝福）』の設立者でもある。また、コラムニストとしては『エルサレム・ポスト』、『Charisma』、『The Times of Israel』に寄稿している。

## 生い立ち

### 前半生
1973年11月28日、ダヴィッド・ナクルトマンはニューヨーク市ブルックリンで生まれた。両親はアレン・ナクルトマン (Allen Nekrutman) とナタリー・ナクルトマン (Natalie Nekrutman、旧姓・ベル Bell) であり、兄にヨセフ・ナクルトマン (Joseph Nekrutman) がいる。小学校から高校までイェシーバーに通っており、本人の証言によればイェシーバーではユダヤ教超正統派において重要な「黒い帽子」で着飾っていたという。

### 学歴
ナクルトマンはジョン・ジェイ法科カレッジで司法心理学の学士を取得し、ペンシルバニア大学でソーシャルワークの修士を取得した。2013年、彼はオーラル・ロバーツ大学の神学プログラムを受講し、ユダヤ教・イスラム教を中心とした聖書文学の修士を取得した。

## ユダヤ教とキリスト教の関係
2000年代前半、CJCUCで働く前のナクルトマンはニューヨークにあるイスラエル国総領事館で最初は政務部長として働いており、後にブルックリンの地元協会でのキリスト教のイベント「Night to Celevrate Israel（直訳：イスラエルを祝う夜）」に出席した後、キリスト教関係部長の地位についた。当初は領事館で当時ナクルトマンの上司だったアロン・ピンカスがこのイベントに出席する予定だったのだが、イスラエルで緊急事態が発生したために参加できなくなり、ナクルトマンは代理で出席するように頼まれた。彼は自身のラビであるGerald Meisterに電話をかけた後、彼は教会のイベントへ参加することを受け入れた。その後、ナクルトマンはピンカスと広報部長Ido Aharoniから彼の地位をキリスト教関係部長に変更すると知らされた。その地位を受け入れるかためらった後、彼は再びラビMeisterに連絡をとった。Meisterは彼に神聖な義務が課されていると伝え、また彼は2つの道を進むことができると述べた。1つ目は契約神学であり、これはユダヤ教徒とキリスト教徒の両方が契約していると考えるものだった。2つ目は「Kodak Moment」であり、これは「シャッターチャンス」の意味であった。Meisterは彼に1つ目の道を選んでほしいと伝えた。ナクルトマンは最終的にその地位を受け入れた。キリスト教関係部長として働く間、彼はEagles' WingsのRobert Stearnsと共に『Day of Prayer for the Peace of Jerusalem（直訳：エルサレムの平和を祈る日）』、『Israel Experience』、『The Christian Jerusalem Day Banquet』、The Watchman on the Wall programの立ち上げに関与し、その結果として数百万人のキリスト教徒がイスラエルとユダヤ教の人々のために祈り支援することになった。

### CJCUC

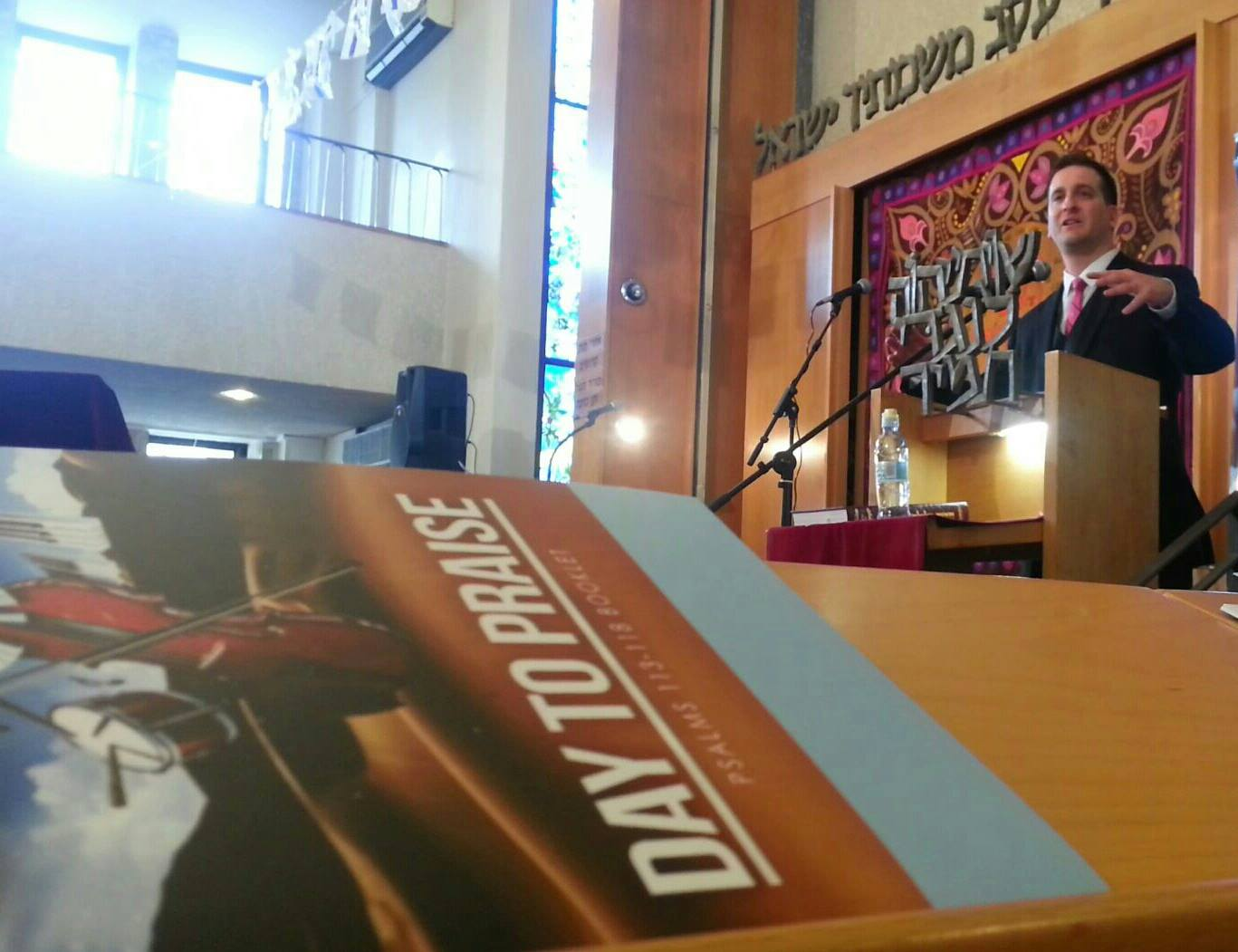
2015年4月23日、エルサレムのHaZvi Israelシナゴーグ（ユダヤ教の教会）にて撮影。『賛美の日』のイベントでスピーチをしているナクルトマン。

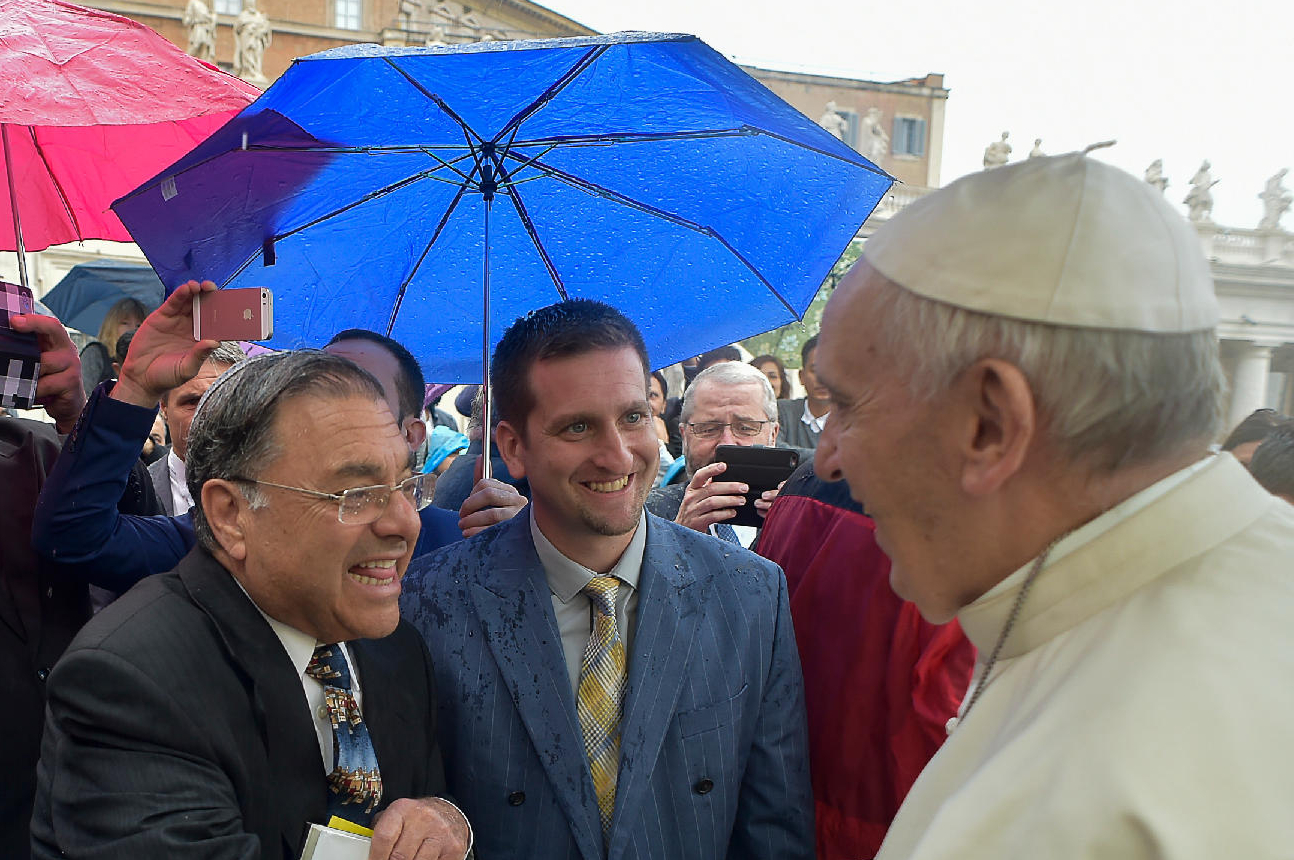
2016年10月26日、CJCUCの設立者シロモ・リスキンと共にイタリアのローマでローマ教皇フランシスコと対面。

2008年からナクルトマンはシロモ・リスキンの後援の下で、イスラエルを旅行するキリスト教徒が正統派のラビと共にヘブライ語聖書を学び、キリスト教のヘブライに関するルーツを学ぶことができる教育施設である、ユダヤ教とキリスト教の理解と協力のためのセンター (CJCUC) の最高責任者を務めている。このセンターは2008年にリスキンがエフラートで設立し、リスキンはキリスト教シオニストに対する最も主要なスポークスマンとして評判になった。CJCUCと提携している団体には、イスラエルのためのキリスト教徒連合 (CUFI) や国際キリスト教大使館 (ICEJ) などの主要な宗教間団体がある。CJCUCの使命はイザヤ書1:18「主は言われる、さあ、われわれは互に論じよう。」に基づいている。 
2011年、ナクルトマンはソウルで開催された親イスラエル大会で韓国人キリスト教徒に対してスピーチをした。ナクルトマンはチャーチ・オブ・ゴッド・イン・クライスト (COGIC) の会議でスピーチしイスラエル訪問の重要性について議論した初めてのユダヤ教正統派信者だった。2012年4月、ナイロビで開催されたイスラエルを支援するCUFIの初めての国際イベントに1500人以上のアフリカ人が出席し、彼はこのイベントで主要な講演者であった。
2013年、ナクルトマンはオーラル・ロバーツ大学のオンライン大学院神学プログラムを受講した。
2013年10月、スティーブン・クーリー (Steven Khoury) 牧師がアラブ人キリスト教徒向けの教会のために土地購入資金をユダヤ人から集めたことについて、ナクルトマンは抗議文を公開して論争の的になった。
2015年9月の『The Times of Israel』の記事で、ナクルトマンはイスラエルの教育省の予算削減とイスラエルのキリスト教学校への平等な資金投入について、予算削減は内政問題の「副次的損害」だと述べ、これらの問題により「少数派を抑圧するべきではない」と主張した。後に、Pave the Way Foundation (PTWF、直訳：道路舗装財団) とGalilee Center for Studies in Jewish-Christian Relations (CSJCR、直訳：ユダヤ教・キリスト教の関係学習のためのガラリヤセンター) と共に、CJCUCはキリスト教徒の教育を救うようイスラエル首相と教育省に働きかけるための国際キャンペーンを開始した。

### 賞賛の日
2015年4月、ナクルトマンはCJCUCの創立者でチャンセラー (Chancellor) のシロモ・リスキンと共に世界的な新構想の『賞賛の日 (Day to Praise)』を設立した。これはイスラエル独立記念日に毎年イベントを開催するために立ち上げられたものであり、イベントでは世界中のキリスト教徒がリスキンによって招待され、ユダヤ人と共にイスラエルへ向けてハッレール（詩編第113 - 118篇）を朗読し、神を賛美する。

### ベツレヘム祝福会
2016年秋、ナクルトマンはCJCUCの副理事であるウォリッキと共に『ベツレヘム祝福会(Blessing Bethlehem)』を設立した。これはベツレヘムとその周辺の貧しく迫害を受けているアラブ人キリスト教徒に人道的支援を提供することを目的とした新構想であった。

## 私生活
2006年から2013年まで、ナクルトマンはイスラエルの主要なハイテク企業のEマーケティング部門で働いていた。